# Disease
Albums de Lady Gaga
Chromatica (2020) Harlequin (2024)
Singles de Lady Gaga
Die with a Smile
(2024) Abracadabra
(2025)
Clip vidéo
[vidéo] « Disease », sur YouTube
Disease (en français : « Maladie ») est une chanson de l’autrice-compositrice-interprète américaine, Lady Gaga. Elle sort le 25 octobre 2024 en tant que premier extrait de son septième album studio baptisé Mayhem, commercialisé et distribué par le label Interscope.
Le titre marque le retour de Gaga dans une ambiance sombre et propre à ses débuts, après l’irruption de son opus jazz Harlequin (en) et sa participation à la bande originale du film Joker : Folie à deux, projets apparus plus tôt en 2024. Composée sur la base d’un tempo cadencé, elle imbrique une mélodie exaltante et un rythme pulsant, tous deux influencés par une certaine variété de musique électronique orientée vers des styles comme l’industriel et la techno. Sur l’aspect textuel, elle traite du potentiel de l’amour quant à guérir l’état mental torturé d’un amant, explorant des thèmes comme la dépendance émotionnelle et la dynamique de pouvoir dans une relation intime, le tout jumelé à des allusions médicales et des métaphores religieuses.
La majorité des critiques lui accordent des évaluations positives, comparant le morceau aux premiers succès de Gaga, tant sur les sonorités dance que pour les références textuelles. Commercialement, il rencontre un succès manifeste en Europe, se frayant principalement un chemin à travers les palmarès de territoires centraux et occidentaux, tels que l’Irlande, les Pays-Bas, le Royaume-Uni et la Suisse. En ce qui concerne le reste du monde, il trouve sa place dans les classements américains, brésiliens, canadiens et japonais. Dirigé par Tanu Muino (en), le vidéoclip qui l’accompagne fait sa première à temps pour la période d’Halloween. On y trouve Gaga, confrontant ses propres craintes sous la forme de différents clones d’elle-même, essayant tant bien que mal de les surmonter. Comptabilisant à ce jour plus de dix millions de lectures sur YouTube, il a été reçu favorablement par la sphère journalistique musicale et le grand public, qui a particulièrement apprécié son thème conducteur et les costumes arborés par Gaga.

## Développement
C’est à l’aube du 3 septembre 2024, alors en déplacement au festival international du film de Venise, que Lady Gaga transmet un communiqué annonçant que le premier extrait de son futur septième album studio verrait la lumière en octobre,. Deux jours plus tard, lors d’un entretien pour le magazine américain Vogue, le rédacteur Jonathan Van Meter déclare avoir écouté le morceau, le qualifiant comme étant « intense et inquiétant », ajoutant qu’il lui rappelle un « tube [de Gaga] à l'ancienne, tout aussi troublant que fédérateur »,. À partir du 18 octobre 2024, une poignée de chansons issues des précédents albums de Gaga (à savoir Dance in the Dark, I Like It Rough, Sinner’s Prayer, Electric Chapel, Artpop, Smile et Enigma) sont gratifiés d’une modification orthographique sur les plateformes de téléchargement en ligne, avec chaque première lettre désormais stylisée en minuscule, formant ainsi un anagramme du mot « disease ». Il faudra attendre le 21 octobre pour qu’Universal Music partage finalement un lien de pré-sauvegarde, accompagné d’un logo et d’une date de sortie, maintenue au 25 octobre à 6 h (heure française),. Par la même occasion, une ribambelle d’adresses informatiques temporaires semblables à des phrases sont découvertes. Chaque adresse conduisait vers une page vierge incluant la même affirmation clignotant sur fond noir, la totalité des phrases constituant le refrain suivant :

« I could play the doctor, I can cure your disease / If you were a sinner, I could make you believe / Lay you down like 123, eyes roll back in ecstacy / I can smell your sickness, I can cure ya / Cure your disease »

Le 23 octobre 2024, un informateur anonyme suggère dans une rubrique du journal américain New York Post que la chanson fait acte de « retour aux sources » pour Gaga, justifiant que le paysage sonore de Disease est comparable à celui de l’album Born This Way (2011) et surenchérissant que le clip vidéo a été « soigneusement chorégraphié ».

### Thème visuel
Les concepts porteurs exploités durant le cycle promotionnel ont pour objet l’horreur, la psychose et la dystopie. Un des sites Internet créés à cet effet, gagadisease.com, expose de manière furtive une image animée dépeignant un téléviseur à tube cathodique placé dans un environnement lugubre, diffusant l’enregistrement vidéo d’une main griffue tentant d’attraper un objet s’apparentant à un membre avec de longues phalanges robotiques. La même image sera subséquemment utilisée sur la même page pour afficher des paroles de la chanson dans le téléviseur à mesure que la sortie approchait. En parallèle, il est dévoilé une affiche promotionnelle représentant la vue aérienne d’une route sur laquelle une femme à la chevelure brune est sur le point d’être renversée par une voiture blanche. Ce tableau n’est pas sans rappeler un accessoire porté cinq mois plus tôt par la chanteuse à l’occasion de l’avant-première du film sur la tournée Chromatica Ball à Los Angeles, événement durant lequel elle arborait une sculpture laquée en blanc en forme de portière, fabriquée à partir de réelles pièces détachées, évoquant déjà l’idée d’un accident de la route.

## Écriture et inspiration

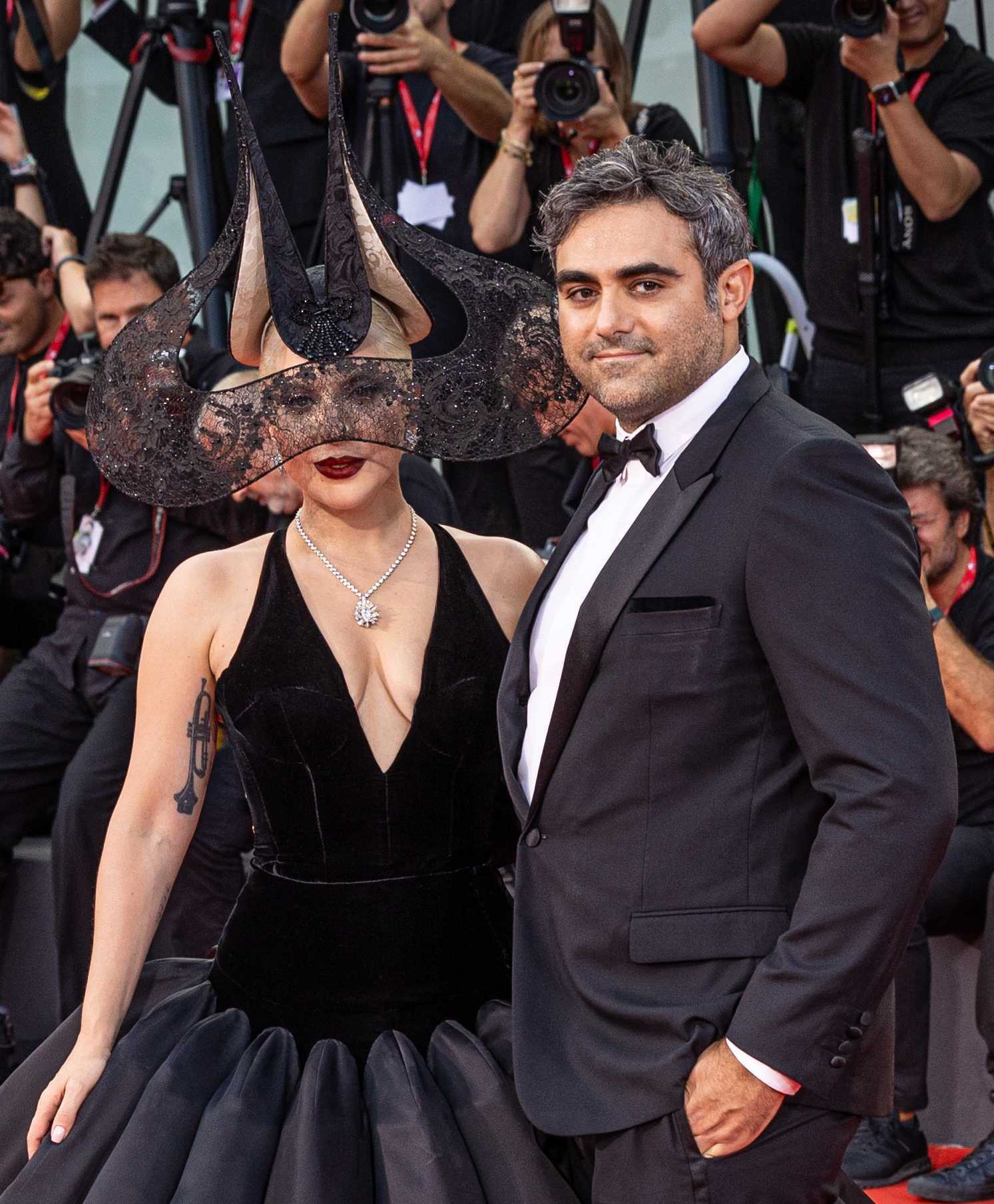
Lady Gaga et Michael Polansky ont écrit la chanson.

Co-écrite par Cirkut, Andrew Watt, Lady Gaga et son compagnon, Michael Polansky, Disease est une chanson pop à caractère obscure,, interprétée entièrement en anglais et longue d’une durée de trois minutes et cinquante secondes. Il s’agit de la troisième collaboration entre Gaga et Watt (après Sweet Sounds of Heaven et Die with a Smile) et de la seconde avec Polansky, qui apparaît à la composition de l’album Harlequin (2024). Musicalement, elle est influencée par le genre électronique, abritant un éventail de styles industriels pivotant vers la dance et la techno, mais aussi le rock gothique et la musique rage. Son instrumentation comprend un rythme orchestré au synthétiseur, des accroches vocales désarticulées en « ah-ah », des motifs grunge joués à la guitare et des harmonies de voix filtrées, hachurées et superposées entre-elles, contribuant à son aspect globalement sinistre. Côté technique, elle se compose d’une mesure fréquente à quatre temps, d’un tempo modéré de 101 pulsations par minute et d’une tonalité portée sur une clef en si mineur. Sa forme structurelle est fondée sur un modèle classique avec deux couplets singuliers et un refrain. Au cours du pont, le morceau est réduit à de simples notes de piano et à la voix de fausset de Gaga, avant que cette dernière ne laisse échapper un grognement féroce.
Le sujet d’inspiration derrière les paroles gravite autour du rapport entre le pouvoir et le contrôle exercé en société, avec une inclinaison lexicale rattachée au domaine de la médecine, et des métaphores liées à la guérison divine, soulignant principalement l’idée que cette réparation est à la fois physique et spirituelle. Gaga y interprète un rôle ambigu d’héroïne manipulatrice, accentuant la complexité des relations où l’un des partenaires est profondément atteint et cherche désespérément une issue, tandis que l’autre détient un pouvoir démesuré sur sa guérison, agissant comme figure référente et offrant au patient une sorte de soulagement précaire, tout en se nourrissant de sa vulnérabilité. À noter que ces courants de pensée sont fréquents au sein de la discographie de la chanteuse, tout particulièrement sur les pièces musicales Bad Romance (2009) et The Cure (2017).
Le couplet d’introduction plante un décor sombre, où l’épuisement moral est illustré par l’absence de larmes (« There are no more tears to cry »). Gaga s’adresse à un individu en proie au désespoir, implorant pour sa survie (« I heard you begging for your life »). Par le vers « Running out of medicine / You’re worse than you’ve ever been », la chanteuse évoque la notion d’un mal profond, à la fois physique et affectif. Le ton général laisse envisager que la personne en question est victime d’une forme de dépendance spécifique ou d’une maladie analogique.
Le pré-refrain met en lumière la souffrance intérieure (« Poison on the inside ») de cet individu, tandis que Gaga se positionne comme salvatrice (« I could be your antidote tonight »), ce qui établit une dynamique de pouvoir asymétrique : elle a la capacité d’apaiser la douleur de l'autre, renforçant l'idée d'une soumission émotionnelle. Un cas d’ambiguïté est toutefois à noter puisque l’idée de la mort plane toujours au-dessus (« Screamin' for me, baby / Like you’re gonna die »), ce qui peut suggérer que cette relation est dysfonctionnelle, bien que l’artiste propose une forme de délivrance temporaire dans son texte.
|                                             |  |  |
| Disease entremêle spiritualité et médecine. |  |  |

Vient ensuite le refrain qui joue davantage sur les insinuations médicales. À ce stade, la chanteuse endosse le rôle de guérisseuse (« I could play the doctor / I can cure your disease »), suggérant qu’elle détient le pouvoir de libérer sa victime. Le terme « disease » (maladie) est utilisé de manière symbolique pour parler d’un mal-être passionnel ou religieux. Elle fait allusion à une transformation spirituelle avec la ligne « If you were a sinner / I could make you believe », où elle se présente non seulement comme une doctoresse, mais presque comme une figure divine capable de racheter les péchés. L’expression « Lay you down like 123 » sous-entend une facilité presque mécanique dans sa capacité à soulager son partenaire, tandis que « Eyes roll back with ecstasy » introduit un parallèle avec l’extase physique, créant une tension entre la douleur et le plaisir. Enfin, la ligne « I can smell your sickness » renforce l’idée que la maladie de cette tierce personne est omniprésente, mais qu’elle est la solution, avec l’emploi répété du verbe « cure » (soigner).
Le second couplet prospecte l’angoisse de cet individu en profondeur. Lorsque le vers « You’re so tortured when you sleep » est chanté, il est alors question du sommeil, qui est souvent associé à un état vulnérable où les peurs et traumatismes en suspens refont surface. « Plagued with all your memories » implique que la victime est hantée par son passé, incapable d’y échapper, même dans ses propres rêves. La phrase « You reach out and no one’s there » manifeste une solitude extrême et une incapacité à trouver du réconfort. La dernière ligne, soit « Like a God without a prayer », est particulièrement chargée de signification. En effet, elle donne à entendre que l’individu, bien qu’autrefois résistant, est maintenant impuissant face à ses propres démons, sans aucun support spirituel ou espoir de rédemption. Cela renforce l’idée que la chanteuse est bien la seule à pouvoir offrir cette émancipation finale. Un parallèle identique avait déjà été établi dans la chanson Judas (2011), lorsque Gaga revendiquait que les paroles avaient été écrites depuis le point de vue de Marie Madeleine, un personnage biblique.

## Sortie et accueil critique
Disponible en téléchargement légal et sur toutes les plateformes d’écoute à partir du 25 octobre 2024, le single est immédiatement formaté et envoyé vers les stations de radio américaines spécialisées dans la musique pop et généralistes italiennes. Au même instant, plusieurs écrans publicitaires sont acquis dans le quartier de Times Square, à New York, pour en assurer la promotion urbaine.
Le 13 novembre 2024, Lady Gaga annonce la parution d’une version alternative de la chanson, sous-titrée The Antidote Live, avec une sortie programmée à 18 h le même jour sur la plupart des plateformes de téléchargement et à travers certaines stations de radio en Italie. En accompagnement, un maxi numérique et une vidéo sont publiés simultanément dans le cadre de sa promotion. Tournée au sein du studio d'enregistrement Woodshed à Malibu (Californie), elle met en scène Gaga, les cheveux teints d’une couleur bleu noir et les sourcils décolorés, interprétant le morceau tout en jouant du piano à queue, épaulée par un musicien à la guitare acoustique et d’une bande sonore. Une nouvelle interprétation du titre, baptisée The Poison Live, fait son apparition le 20 novembre 2024. Alors que la première était plus douce et mélodique dans sa tournure, celle-ci présente la chanson de manière nettement plus agressive et rauque. Un maxi compilant toutes les versions existantes de Disease sort en parallèle avec un vidéoclip filmé au même endroit que la précédente édition alternative.

### Critiques
- « Le morceau, électropop et sombre, révélé ce vendredi, se révèle très efficace. » (20 Minutes)[13]
- « Hymne porté par des beats électro ravageurs. » (Charts in France)[20]
- « Ce morceau pop et up tempo s'inscrit dans la lignée des autres hits de Lady Gaga. » (Chérie FM)[21]
- « Construit autour de sonorités électro-pop et de paroles introspectives, Disease s’inscrit dans une nouvelle étape pour la star, à la fois dansante et teintée d’obscurité. » (Entrevue)[15]
- « Un retour à la synthpop avec un single dynamique et fracassant, dans une ambiance à la fois dark et euphorique. » (Europe 2)[14]
- « Un retour aux sources amélioré à la dark-pop qui a fait les premiers succès de Lady Gaga. » (HuffPost)[22]
- « Un morceau dans lequel la reine de la pop renoue avec les sonorités des hits qui ont marqué sa carrière, tout en entamant une nouvelle ère. » (NRJ)[23]
- « Un nouveau titre pop teinté d'électro, puissant et sombre. » (RTBF)[24]
- « Un titre électro-pop sombre qui rappelle l'ère Born This Way. » (Télé 7 jours)[25]
- « Un titre pop, dynamique et dansant. » (Tendance Ouest)[26]
- « Mystérieuse et fantomatique, Disease, la dernière merveille de Lady Gaga, renoue avec une électro-pop brut de ces débuts. » (Têtu)[27]

## Vidéoclip

### Concept
Dirigé par la réalisatrice ukrainienne Tanu Muino (en) et filmé en partie dans un hôpital psychiatrique désaffecté à Pasadena (Californie) pendant trois jours, le visuel accompagnant Disease est dévoilé le 30 octobre 2024 à 2 h du matin, en double programmation avec une performance scénique de Die with a Smile enregistrée au Park MGM de Las Vegas, pour coïncider avec la fête d’Halloween. Capturé au moyen d’une pellicule cinématographique Kodak, il contient des séquences dansantes élaborées par la chorégraphe néo-zélandaise Parris Goebel et incorpore une multitude de pièces vestimentaires conçues par différents créateurs dont Peri Rosenzweig, Nick Royal, Charles de Vilmorin et la maison Comme des Garçons. Au préalable, une courte bande-annonce et une vidéo karaoké sont présentées le 22 et le 25 octobre 2024, respectivement. La première met en scène Lady Gaga, poursuivie par un mystérieux individu au volant d’une voiture dans un quartier résidentiel, tandis que la deuxième montre les paroles sur un ancien téléviseur qui multiple les problèmes de transmission à mesure que le rythme de la chanson s’intensifie.
Le fil conducteur du projet voit Gaga se confronter à différentes versions macabres et monstrueuses d’elle-même, une façon de personnifier ses peurs les plus enfouies, alors qu’elle tente de reprendre contrôle dessus,. Il s’agit en réalité d’une exploration du conflit interne et de la noirceur qui en découle, comme l’explique la chanteuse :

« Je réfléchis souvent à la relation que j’entretiens avec mes propres démons intérieurs. Il ne m’a jamais été facile d’admettre que le chaos et l’agitation m’attirent tout autant qu’ils m’oppressent et m’étouffent.
Disease vise à affronter cette peur, à me confronter à moi-même, à mes propres ténèbres, et à accepter que parfois, je ne peux ni vaincre ni fuir les parts de moi qui m’effraient. Je peux essayer de les ignorer, mais elles feront toujours partie de moi. Je peux courir sans relâche, mais tôt ou tard, je retrouverai cette facette de moi, même si ce n’est que pour un instant.
Je danse, je me métamorphose, je cours, je me purifie. Encore et encore, pour revenir toujours au même point. Cette pathologie est en quelque sorte magnifique, car elle m’appartient, et j’ai appris à la dompter. Je suis le chef d’orchestre de ma propre symphonie. Je suis chacun des acteurs dans les représentations qui forment mon art et ma vie. Aussi effrayantes soient les questions, les réponses sont en moi. Ce sont des parties essentielles et inextricables de moi qui me rendent unique. Je me sauve en continuant. Je me reconstruis, je suis forte et prête à affronter le défi. »

### Scénario

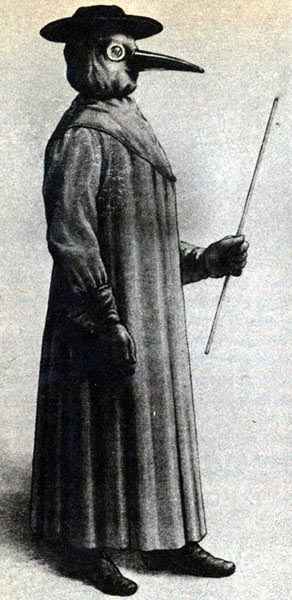
Un médecin de peste.

La vidéo commence dans la rue déserte d’un quartier résidentiel en plein jour. Une voiture blanche est immobilisée au centre de la chaussée et Gaga, les yeux rouges de sang, est au volant. Elle porte une longue robe en taffetas de soie noire, un masque avec fermeture éclair, des talons vertigineux et de longs ongles métalliques cloutés. Cette tenue rappelle les costumes autrefois portés par les médecins de peste. Alors que la caméra recule, on la découvre également allongée sur le capot, interprétant le premier couplet avec le nez ensanglanté, vêtue d’une chemise de nuit fleurie. Une troisième version d’elle-même fait alors son apparition pour engager un combat violent avec la précédente. Contrastant avec ces scènes baignées de lumière, le deuxième refrain se déroule dans un lieu bien plus sombre, où la « véritable » Gaga, dissimulée dans l’ombre, assiste en spectatrice à une lutte entre deux autres personnalités vêtues de sous-vêtements blancs et couvertes de cicatrices. L’une d’elles est enchaînée à une barre de fer et marche au-dessus de l’autre. Durant le pont musical, l'extérieur initialement montré réapparaît, illustrant une étreinte entre la conductrice et une autre version de la chanteuse, portant une robe en maille dégradée, que la première rejette dans une mare de vomi noir. Celle-ci parvient à se libérer et continue sa fuite. La vidéo culmine sur un plan où cette dernière version est vue chantant et dansant entre deux maisons voisines dont les murs se referment lentement. Enfin, la version de Gaga précédemment cachée dans la pièce sombre quitte son refuge et rejoint la rue, avançant vers l’horizon,.

### Réception
En France, la chaîne M6 Music le diffuse en journée avec une signaletique « Deconseillé aux moins de 10 ans » tandis que NRJ Hits le diffuse sans signalétique mais après 22h.

## Liste des pistes et formats
- Format numérique

| 1. | Disease | 3:50 |

| Maxi : Disease (The Antidote Live) | Maxi : Disease (The Antidote Live)                  | Maxi : Disease (The Antidote Live) | Maxi : Disease (The Antidote Live) | Maxi : Disease (The Antidote Live) | Maxi : Disease (The Antidote Live) | Maxi : Disease (The Antidote Live) | Maxi : Disease (The Antidote Live) | Maxi : Disease (The Antidote Live) | Maxi : Disease (The Antidote Live) |
| No                                 | Titre                                               | Durée                              |                                    |                                    |                                    |                                    |                                    |                                    |                                    |
| ---------------------------------- | --------------------------------------------------- | ---------------------------------- | ---------------------------------- | ---------------------------------- | ---------------------------------- | ---------------------------------- | ---------------------------------- | ---------------------------------- | ---------------------------------- |
| 1.                                 | Disease                                             | 3:50                               |                                    |                                    |                                    |                                    |                                    |                                    |                                    |
| 2.                                 | Disease (The Antidote Live)                         | 4:34                               |                                    |                                    |                                    |                                    |                                    |                                    |                                    |
| 3.                                 | Disease (The Antidote Live) (version instrumentale) | 4:34                               |                                    |                                    |                                    |                                    |                                    |                                    |                                    |
| 12:18                              |                                                     |                                    |                                    |                                    |                                    |                                    |                                    |                                    |                                    |

| 4. | Disease (vidéoclip)                     | 4:21 |
| 5. | Disease (The Antidote Live) (vidéoclip) | 4:33 |

| Maxi : Disease (The Poison + Antidote Live) | Maxi : Disease (The Poison + Antidote Live)         | Maxi : Disease (The Poison + Antidote Live) | Maxi : Disease (The Poison + Antidote Live) | Maxi : Disease (The Poison + Antidote Live) | Maxi : Disease (The Poison + Antidote Live) | Maxi : Disease (The Poison + Antidote Live) | Maxi : Disease (The Poison + Antidote Live) | Maxi : Disease (The Poison + Antidote Live) | Maxi : Disease (The Poison + Antidote Live) |
| No                                          | Titre                                               | Durée                                       |                                             |                                             |                                             |                                             |                                             |                                             |                                             |
| ------------------------------------------- | --------------------------------------------------- | ------------------------------------------- | ------------------------------------------- | ------------------------------------------- | ------------------------------------------- | ------------------------------------------- | ------------------------------------------- | ------------------------------------------- | ------------------------------------------- |
| 1.                                          | Disease                                             | 3:50                                        |                                             |                                             |                                             |                                             |                                             |                                             |                                             |
| 2.                                          | Disease (The Poison Live)                           | 4:52                                        |                                             |                                             |                                             |                                             |                                             |                                             |                                             |
| 3.                                          | Disease (The Antidote Live)                         | 4:34                                        |                                             |                                             |                                             |                                             |                                             |                                             |                                             |
| 4.                                          | Disease (The Poison Live) (version instrumentale)   | 4:52                                        |                                             |                                             |                                             |                                             |                                             |                                             |                                             |
| 5.                                          | Disease (The Antidote Live) (version instrumentale) | 4:34                                        |                                             |                                             |                                             |                                             |                                             |                                             |                                             |
| 21:22                                       |                                                     |                                             |                                             |                                             |                                             |                                             |                                             |                                             |                                             |

| 6. | Disease (vidéoclip)                     | 4:21 |
| 7. | Disease (The Poison Live) (vidéoclip)   | 5:05 |
| 8. | Disease (The Antidote Live) (vidéoclip) | 4:33 |

## Crédits
| - Stefani Germanotta (Lady Gaga) – chant, composition, production, blocs de synthétiseur - Henry Walter (Cirkut) – composition, production, batterie, claviers, synthétiseur, programmation - Andrew Wotman (Watt) – composition, production, guitare, basse, batterie, percussions, claviers, synthétiseur, - Michael Polansky – composition | - Paul LaMalfa – ingénierie sonore - Marco Sonzini – ingénierie supplémentaire - Tommy Turner – assistant ingénierie - Tyler Harris – assistant ingénierie - Serban Ghenea – ingénieur du mixage - Bryce Bordone – assistant ingénieur du mixage - Randy Merrill – matriçage |

Source

## Classements, certifications et successions
| Classement (2024)                  | Meilleure position |
| ---------------------------------- | ------------------ |
| Allemagne (GfK Entertainment)      | 70                 |
| Australie (ARIA)                   | 39                 |
| Autriche (Ö3 Austria Top 40)       | 52                 |
| Brésil (Hot 100)                   | 21                 |
| Canada (Hot 100)                   | 28                 |
| Espagne (PROMUSICAE)               | 58                 |
| États-Unis (Hot 100)               | 27                 |
| Finlande (Suomen virallinen lista) | 40                 |
| France (SNEP)                      | 66                 |
| Grèce (Digital Singles Chart)      | 6                  |
| Irlande (Irish Singles Chart)      | 11                 |
| Italie (FIMI)                      | 53                 |
| Japon (Hot Overseas)               | 3                  |
| Lettonie (LaIPA Top 20)            | 14                 |
| Lituanie (AGATA Top 100)           | 26                 |
| Monde (Global 200)                 | 14                 |
| Monde (Global Excl. US)            | 13                 |
| Pays-Bas (Nederlandse Top 40)      | 25                 |
| Pays-Bas (Single Top 100)          | 54                 |
| Pologne (ZPAV)                     | 43                 |
| Portugal (AFP)                     | 25                 |
| Royaume-Uni (UK Singles Chart)     | 7                  |
| Slovaquie (IFPI Singles Digitál)   | 40                 |
| Suède (Sverigetopplistan)          | 53                 |
| Suisse (Schweizer Hitparade)       | 27                 |
| Tchéquie (IFPI Singles Digitál)    | 58                 |

| Classement secondaire (2024)        | Meilleure position |
| ----------------------------------- | ------------------ |
| Allemagne (BVMI Radio)              | 56                 |
| Biélorussie (Tophit Radio Top 100)  | 93                 |
| Canada (Hot AC)                     | 35                 |
| États-Unis (Adult Pop Songs)        | 28                 |
| États-Unis (Dance/Mix Show Airplay) | 26                 |
| États-Unis (Pop Airplay)            | 18                 |
| Kazakhstan (Tophit Radio Top 100)   | 21                 |
| Lituanie (Tophit Radio Top 100)     | 1                  |
| Monde (Tophit Radio Top 100)        | 20                 |
| Pologne (Tophit Radio Top 100)      | 72                 |
| Russie (Tophit Radio Top 100)       | 21                 |
| Saint-Marin (SMRRTV Top 50)         | 9                  |
| Slovaquie (IFPI Rádio)              | 62                 |
| Ukraine (Tophit Radio Top 100)      | 56                 |
| Venezuela (Record Report)           | 38                 |

| Classement tertiaire (2024)           | Meilleure position |
| ------------------------------------- | ------------------ |
| Corée du Sud (BGM Chart)              | 152                |
| Corée du Sud (Download Chart)         | 179                |
| États-Unis (Digital Songs)            | 2                  |
| Nouvelle-Zélande (Hot Singles Chart)  | 5                  |
| Pays-Bas (Tipparade)                  | 30                 |
| Royaume-Uni (UK Download Chart)       | 2                  |
| Royaume-Uni (UK Singles Chart Update) | 2                  |
| Royaume-Uni (UK Singles Sales Chart)  | 2                  |

## Historique de sortie
| Territoire | Date             | Format                              | Version                         | Label      | Source |
| ---------- | ---------------- | ----------------------------------- | ------------------------------- | ---------- | ------ |
| Monde      | 25 octobre 2024  | - Téléchargement - écoute libre     | Originale                       | Interscope | ,      |
| États-Unis | 25 octobre 2024  | Radiodiffusion (spécialisation pop) | Originale                       | Interscope | [ 87 ] |
| Italie     | 25 octobre 2024  | Radiodiffusion (généraliste)        | Originale                       | Universal  | ,      |
| Monde      | 13 novembre 2024 | - Téléchargement - écoute libre     | Alternative (The Antidote Live) | Interscope | ,      |
| Italie     | 13 novembre 2024 | Radiodiffusion                      | Alternative (The Antidote Live) | Universal  | [ 90 ] |
| Monde      | 20 novembre 2024 | - Téléchargement - écoute libre     | Alternative (The Poison Live)   | Interscope |        |